# Куатов, Руслан Туржанович
Руслан Туржанович Куатов (род. 22 февраля 1962 года, Гурьевская область, г. Гурьев, Казахская ССР) — казахстанский работник нефтяной отрасли, Герой Труда Казахстана (2017).

## Биография
Закончил Гурьевский политехникум по специальности "Эксплуатация нефтяных и газовых скважин" и КазПТИ им. В.И. Ленина - горный инженер.
1981-1983 гг. — служба в рядах Советской Армии (КДВО)
1984—1988 гг. — оператор, инженер по исследованию скважин Балыкшинской нефтегазоразведочной экспедиции по испытанию скважин ПО «Гурьевнефтегазгеология».
В 1988 году начал работать на месторождении Тенгиз.
1988—1993 гг. — мастер, ведущий инженер по исследованию скважин НГДУ «Тенгизнефть» ПО «Тенгизнефтегаз».
С момента создания ТОО «Тенгизшевройл» в 1993 году начал работу в компании с должности ведущего специалиста отдела технологии добычи. В 2000 году одним из первых казахстанских сотрудников был переведён на управляющую должность руководителя промысловой группы, заменив иностранного супервайзера.
В 2004 году прикомандирован в северо-американское подразделение корпорации Chevron в штате Вайоминг, где работал консультантом отделов технологии добычи и оптимизации эксплуатации промысла Пэйнтер. После возвращения в Казахстан в 2005 году был назначен начальником отдела технологии добычи нефти, заменив иностранного менеджера.
С 2020 года - исполнительный консультант директората ТШО.
В декабре 2017 года Руслану Куатову было присвоена высшая степень отличия — звание Герой Труда Казахстана (Қазақстанның Еңбек Ері). На вручении награды президент Казахстана Нурсултан Назарбаев отметил:
Являясь высококлассным инженером, он внёс значительный вклад в эффективное технологическое обеспечение нефтедобычи. Способствовал развитию международного партнёрства в нефтегазовой отрасли страны. Благодаря труду таких профессионалов растёт индустриальная мощь и крепнет энергетический суверенитет государства.

## Награды
- Герой Труда Казахстана (2017)
- Орден «Отан» (2017)
- Орден «Курмет»[1](2009)
- Медаль «30 лет независимости Республики Казахстан» (2021)